# Полищук, Виктор Варфоломеевич
Ви́ктор Варфоломе́евич Полищу́к (укр. Віктор Варфоломійович Поліщук; англ. Wiktor Poliszczuk; 10 октября 1925, Дубно — 17 ноября 2008, Торонто) — канадский публицист, политолог, доктор политических наук, писавший на темы украинского национализма и польско-украинских взаимоотношений в период Второй мировой войны.

## Биография
Родился 10 октября 1925 года в городе Дубно на Волыни в смешанной украинско-польской семье, воспитывался как православный и идентифицировал себя как украинец. Его отец Варфоломей Полищук, украинец, во времена, когда Западная Украина входила в состав Польши, был высокопоставленным чиновником польской администрации — войтом города Дубно. После вхождения Западной Украины в состав СССР в 1939 году Варфоломей был арестован и казнён. Вместе с матерью-полькой и двумя сёстрами 14-летний Виктор Полищук в апреле 1940 года был выселен в Казахстан, когда советская власть массово выселяла из Волыни поляков. С ноября 1944 по март 1946 года жил с семьёй на Днепропетровщине.
В 1946 году по ходатайству матери, польки по национальности, выехал в Польшу согласно документам как поляк, хотя, как он сам утверждает в своих публикациях, считал себя украинцем. В том же году начал учёбу в польском лицее, позже поступил во Вроцлавский университет на юридический факультет; в это время узнал о происходившей украинско-польской резне на Волыни и в Галиции, до этого по собственным словам вообще не знал об украинско-польской вражде. По окончании университета, по словам самого Полищука, отработал три года сотрудником прокуратуры Явора по приказу администрации Вроцлавского университета: сначала экспертом-оценщиком, затем следователем и прокурором районной прокуратуры (впоследствии его часто называли «прокурором»), затем работал адвокатом в городе Явор. В данный период написал три работы на тему правоведения: «Права человека в теории и практике СССР», «Права народов в теории и практики СССР», «Очерк анатомии большевизма», которые остались неопубликованными В последней работе по собственным словам Полищук, опираясь на анализ опубликованных документальных трудов, доказывал, что «зло большевизма началось уже с Ленина, а не как тогда показывали, со Сталина».
В 1981 году с женой и детьми эмигрировал в Канаду, 7 лет проработал в Торонто техническим корректором в еженедельник «Новый Шлях», который выпускали сторонники ОУН (м). По его словам, там столкнулся с представителями украинского национализма, в том числе исповедовавшими, «ненависть ко всему польскому и русскому», что побудило его к исследованиям основ украинского национализма. Главной работой по этой теме стал пятитомный труд «Интегральный украинский национализм как вид фашизма», рассматривающий историю и идеологию ОУН и УПА и содержащий большую подборку документов..
В 1994 году получил степень доктора философии, тема работы «Идеология украинского национализма по Дмитрию Донцову».
Виктор Полищук считал украинский интегральный национализм разновидностью фашизма. В работах Виктора Полищука доказывается сотрудничество ОУН обеих фракций с немецкими оккупантами (за исключением периода с марта по декабрь 1943 года, когда подобного сотрудничества нацистов и ОУН (б), по мнению историка, не существовало). Виктор Полищук исследовал также тему украинско-польской резни 1944—1945 годов.
В 1998 году был награждён Конгрессом поляков Канады за заслуги перед польской культурой золотой медалью.

## Оценка другими исследователями

### Отрицательная и критическая
Польский ученый и сотрудник Института национальной памяти Рафал Внук относит Полищука к «не-ученым», в частности, по его мнению, Полищук сознательно игнорирует попытки польской и украинской сторон прийти к соглашению в ходе Второй мировой войны и завышает количество поляков и украинцев, погибших в результате действий УПА.
Украинский историк, академик НАН Украины Ярослав Исаевич полагал, что в двухтомной работе Виктора Полищука «Украинский интегральный национализм как разновидность фашизма» содержатся «заимствования утверждений советской официальной пропаганды и оценок экспертов КГБ»; по его мнению, автор также игнорирует «аналогии украинского интегрального национализма с польским» и не освещает вопрос об объективных предпосылках возникновения национальных движений. Исаевич также называл Полищука «главным „специалистом“ по антиукраинской истерии».
Профессор Института истории Польской академии наук Рышард Тожецкий в интервью 2001 года называл Полищука не заслуживающим обсуждения, так как тот, по его мнению, является советским агентом и прокурором НКВД.
По мнению заведующего отделом новейшей истории и политики Института истории Украины Национальной академии наук Украины профессора Георгия Касьянова, «популярные книги» Виктора Полищука содержали «исключительно обвинительную риторику и соответственно подобранную фактографию».
Российский историк Александр Гогун относит работы Полищука к историко-публицистическим и ставящим своей целью «обвинения УПА».
Канадский политолог Дэвид Марплз полагает, что работы Полищука приближаются к советским в плане одностороннего подхода и относит их к советской историографической традиции; он также указывает на открыто враждебный к ОУН и УПА настрой книг Полищука.
Украинский историк профессор Владимир Сергийчук заявлял, что Полищук никогда не работал с архивами.
Немецкий историк Франк Грелка считает Полищука автором «научно-популярных, тенденциозно антиукраинских публикаций скорее юридического, чем исторического характера, желающих внушить мысль о сплошь преступном характере ОУН-УПА».
Украинский историк Игорь Ильюшин заявлял, что работы Полищука носят преимущественно публицистический характер, и что они написаны в лёгкой для восприятия и усвоения среднестатистическими гражданами форме и не базируются на документальной основе, хотя и оказали влияние на часть историков, особенно польских; основным недостатком трудов канадского автора Ильюшин считает предзаданность его концепции, а единственным стремлением Полищука, по мнению Ильюшина, является доказать преступность идеологии и практики ОУН-УПА, а не разобраться объективно в мотивах действий участников украинско-польского конфликта.
Польский исследователь Томаш Стрыек характеризует интерпретации Полищука, в частности, относительно идеологии ОУН, как «выраженные в чрезмерно упрощённой форме», заявляя, что они «не повлияли на всемирную историографию Восточной Европы XX в.»; оценки Полищуком взглядов Дмитрия Донцова Стрыек расценил как «упрощённые» и имеющие целью привязать Донцова к преступлениям ОУН и УПА.
Польский историк Михал Климецкий охарактеризовал публикации Полищука так: «Уважаю многочасовой труд господина Полищука, но его работы малоценны, это не подлежит ни малейшему сомнению».
Украинский историк, специалист по украинскому национализму Александр Зайцев полагает, что большинство используемых Полищуком аргументов известны ещё с 1920-30-х годов, его интерпретации источников нередко весьма произвольны, а некоторые суждения противоречат формальной логике.
Польский историк и сотрудник Института национальной памяти Гжегож Мотыка полагает, что содержание трудов Полищука «очень близко к вненаучному течению». Он также полагает, что Виктор Полищук тяготеет к коммунистической риторике (утверждая попутно, что его книги на Украине издавала Коммунистическая партия Украины), а его работы по стилю сближаются с политическими памфлетами; украинским авторам этого направления, по мнению Мотыки, присуще наличие политической мотивации в научной деятельности.
Американский историк Тимоти Снайдер считает, что Полищук являлся «одним из важнейших сторонников польских мифов об УПА и Второй мировой войне», а его книга «Горькая правда» укрепляет «польский стереотип, согласно которому украинские военные акции носили фашистский характер, а поляки занимали оборонительную позицию».

### Положительная
Польский историк и профессор Ягеллонского университета Богумил Гротт называет Виктора Полищука «выдающимся историком и политологом», а также «заслуженным поборником польско-украинского примирения». По мнению Гротта, Полищук проводил многомерное исследование украинского национализма и в своих работах предоставляет полное изображение данного явления. Гротт пишет про использование Полищуком современной методологии и междисциплинарного подхода и заявляет о его отрицательном отношении как к «дарвинистскому радикальному украинскому национализму», так и «тоталитарному коммунизму».
Украинский историк профессор Виталий Масловский полагал, что аргументы Полищука весомы, а приводимая им информация по вопросу создания коллаборационистских подразделений и УПА — существенна.

## Работы на польском, английском, русском языках
- (англ.) Legal and political assessment of the OUN and UPA, Toronto, 1997, 173 pages, ISBN 0-9699444-4-6
- (англ.) «Bitter truth»: The criminality of the Organization of Ukrainian Nationalists (OUN) and the Ukrainian Insurgent Army (UPA), the testimony of a Ukrainian, 403 pages, ISBN 0-9699444-9-7
- (пол.) «Dowody zbrodni OUN i UPA Архивная копия от 3 марта 2009 на Wayback Machine»
- (пол.) «Gorzka prawda»
- (пол.) «Ideologia nacjonalizmu ukraińskiego»
- (пол.) «Apokalipsa według Wiktora Ukrainca»
- (пол.) «Fałszowanie historii najnowszej Ukrainy»
- (пол.) «Ocena polityczna i prawna OUN i UPA»
- (пол.) «Akcja Wisła — próba oceny»
- (пол.) «Zginęli z rąk ukraińskich»
- (пол.) «Pojęcie integralnego nacjonalizmu ukraińskiego»
- (пол.) «Ukraińskie ofiary OUN-UPA» Украинские жертвы ОУН-УПА (на англ., главы) Архивная копия от 21 апреля 2007 на Wayback Machine
- (пол.) «Integralny nacjonalizm ukraiński jako odmiana faszyzmu»
- Правовая и политическая оценка ОУН и УПА
- «Горькая правда. Преступления ОУН-УПА (исповедь украинца)»
- «Гора родила мышь. Бандеровскую» Архивная копия от 20 марта 2008 на Wayback Machine
- «Нет ни совести, ни чести, всё…» Архивная копия от 20 марта 2008 на Wayback Machine
- «Тарасу Чорновилу — в ответ» Архивная копия от 20 марта 2008 на Wayback Machine
- «Противостояние идей на Украине» Архивная копия от 20 марта 2008 на Wayback Machine

## Интервью Виктора Полищука
- «Украинский интегральный национализм — это разновидность фашизма» Архивная копия от 7 ноября 2007 на Wayback Machine
- «Без преодоления украинского национализма над народом Украины будет висеть угроза вырождения»
- «Женщин и детей десятками клали на землю и стреляли им в затылок» Архивная копия от 7 мая 2008 на Wayback Machine
- «Виктор Ющенко, инициирующий признание ОУН-УПА, поступает неморально» Архивная копия от 27 мая 2008 на Wayback Machine
- «Героизм» ОУН-УПА — очередной миф бандеровской пропаганды! Архивная копия от 25 марта 2016 на Wayback Machine